# 柳橋連合市場
柳橋連合市場（やなぎばしれんごういちば）は、福岡県福岡市中央区春吉にある市場。博多の台所とも呼ばれる。

## 概要
那珂川に架かる柳橋のたもと（左岸）に位置する。住吉通りに面する。
全長100mほどのアーケード付き通路を挟んで、鮮魚店をはじめとしたおよそ50軒の小売店が並ぶ。名称に「市場」とあるが、卸売市場ではなく小売店の集合体であり、対面販売をおこなう。北九州市小倉北区の旦過市場と並び称される。
設立は1918年7月。現在の博多区大浜にあった魚市場（福岡市中央卸売市場鮮魚市場の前身）で仕入れた鮮魚を商った「明（あきら）市場」が活況を呈し、他の店舗も隣接して出店して商店街を形成。
戦時中は低迷するも、終戦後は闇市もたち急速に勢いを取り戻した。その後に各店舗を取りまとめて柳橋連合と称するようになり、1992年8月に任意組合の柳橋連合市場協同組合を設立する。協同組合正合員店は共同で取り扱い商品の全国宅配をおこなっている。
一般消費者のみならず、料亭・料理店・屋台などの料理人も買い付けに訪れる。客のおよそ7割が料理人等だとされる。また近年は観光客が訪れるようにもなった。グルメ・旅番組でしばしば紹介される。
なお連合市場内の店舗は百円ショップなどごく一部の店を除きほとんどの店が日曜・祝日定休（ただし土曜は営業する）としている。

## 店舗数
正組合員店舗数47店舗。以下の数字は2007年8月時点。
- 鮮魚店：12店
- 海産物店・海産加工品店：7店
- 青果店・果物店：8店
- 食肉店・畜産品店：4店
- そのほか：16店

## イベント
- 毎月第3木曜日：定例共同売り出し・抽選会
- 1月第3木曜日：ぜんざい祭り
- 11月第1日曜日：うまかもん祭り（柳橋連合市場大起業祭）

※ 特売が行われ、特設ステージでイベントも開催される。旬のアラ鍋も安価で提供される。
※ そのほか、近隣の小中学校から職場体験を受け入れている。

## 近郊施設
- マルキョウ柳橋店（柳橋市場に隣接／2014年12月に閉店）
- サニー渡辺通店
- たべごろ百旬館
- サンセルコ
- ホテルニューオータニ博多
- アパホテル福岡渡辺通
- 福岡市立春吉小学校

## 交通
- 西鉄バス・柳橋バス停よりすぐ
- 福岡市地下鉄七隈線 渡辺通駅より徒歩6分（480m）